# Adam Tiger
Adam Tiger (ur. 12 września 1883, zm. 28 sierpnia 1966 w Dartford) – major rezerwy lotnictwa Wojska Polskiego, inżynier.

## Życiorys
Urodził się 12 września 1883. Ukończył studia na Wydziale Mechaniki Politechniki Lwowskiej uzyskując tytuł inżyniera. Jako student działał w polskiej korporacji akademickiej „Tytania” (otrzymał tytuł jej filistra honorowego) w Technickim Kole Towarzystwa Szkoły Ludowej we Lwowie, we lwowskich Drużynach Bartoszowych. Był członkiem zwyczajnym Czytelni Akademickiej we Lwowie.
U kresu I wojny światowej w październiku 1918 przebywał na urlopie we Lwowie jako podporucznik obserwator cesarskiej i królewskiej Marynarki Wojennej (podobnie jak ppor. Władysław Toruń). W listopadzie 1918 wziął udział w obronie Lwowa w trakcie wojny polsko-ukraińskiej, w stopniu porucznika obserwatora eskadry służył w oddziale technicznym Naczelnej Komendy, 15 listopada 1918 został zwierzchnikiem prac organizacyjnych na lotnisku w Lewandówce, obejmując stanowisko kierownika pracy organizacyjnej oddziału lotniczego. Tym samym współtworzył polskie lotnictwo w obronie miasta. Podczas walk był zastępcą przewodniczącego Grupy Lotniczej Obrońców Lwowa. Po odzyskaniu przez Polskę niepodległości wstąpił do Wojska Polskiego. Został awansowany do stopnia majora rezerwy lotnictwa ze starszeństwem z dniem 1 czerwca 1919. W 1923, 1924 był oficerem rezerwowym 2 pułku lotniczego (garnizon Kraków). W 1934 był oficerem rezerwy 6 pułku lotniczego we Lwowie i pozostawał wówczas w ewidencji Powiatowej Komendy Uzupełnień Lwów Miasto.
Jako major rezerwy był działaczem Ligi Obrony Powietrznej Państwa we Lwowie, w 1926 prowadził kurs mechaników lotniczych. Po przemianowaniu pozostawał aktywistą Ligi Obrony Powietrznej i Przeciwgazowej. Sprawował stanowisko dyrektora Wojskowego Biura LOPP od 1924, prezesa zarządu Komitetu Wojewódzkiego, a później Okręgu Wojewódzkiego LOPP we Lwowie. W latach 20. i 30. we Lwowie wygłaszał odczyty na tematy lotnicze. Został przewodniczącym koła rodzicielskiego w szkole męskiej im. św. Anny we Lwowie. Został kierownikiem Wydziału Organizacyjnego Krajowej Wystawy Lotniczej we Lwowie (1938).
Po zakończeniu II wojny światowej pozostał na emigracji w Wielkiej Brytanii. Zmarł 28 sierpnia 1966 w Dartford. Został pochowany na cmentarzu Hammersmith New Cemetery (Mortlake) w Londynie (sekcja 12, miejsce 43). Wraz z nim spoczęła jego żona Maria (1893–1971).

## Ordery i odznaczenia
- Krzyż Walecznych[1]
- Złoty Krzyż Zasługi (13 maja 1933)[23]
- Złota Odznaka Honorowa Ligi Obrony Powietrznej i Przeciwgazowej I stopnia (1936)[24]